# Thomas Gailer
Thomas Gailer (* 22. Mai 1981 in Dachau) ist ein deutscher Volleyballspieler und -trainer.

## Karriere als Spieler
In der Saison 1999/2000 gehörte Tom Gailer zum ersten Mal zum Kader des Zweitligateams des SV Lohhof. Nach dem Abstieg in der gleichen Spielzeit war Gailer in den folgenden Jahren in unterklassigen Ligen für den SVL aktiv, ehe er 2003/04 mit dazu beitrug, den Klassenerhalt der ersten Mannschaft zu sichern, die inzwischen wieder der zweiten Bundesliga Süd angehörte. In den folgenden Jahren konzentrierte sich der gebürtige Dachauer vor allem auf seine Aufgaben als Trainer, spielte jedoch von 2008 bis 2010 zusätzlich für den SC Freising in der Bayernliga Süd und unterstützte in der Saison 2010/11 die Männer des SV Lohhof in der Regionalliga Südost. In der Saison 2012/13 wechselte Gailer wieder zum SC Freising in die Bayernliga, wo mit ihm als Libero der Aufstieg ohne Spielverlust gelang. In der darauffolgenden Saison folgte ein dritter Platz in der Regionalliga Südost, der aufgrund eines Verzichts der zweitplatzierten Mannschaft den Aufstieg in die dritte Liga bedeutete.

## Karriere als Trainer
2006 übernahm Tom Gailer die Männermannschaft des MTV München in der Regionalliga Südost. 2007 gelang der Aufstieg in die zweite Bundesliga. Nach einem Jahr musste das Team jedoch wieder den Gang in die Drittklassigkeit antreten. Gailer wechselte 2008 nach Unterschleißheim und erreichte in der gleichen Saison mit der zweiten Frauenmannschaft des SVL den Aufstieg in die zweite Bundesliga Süd. Das Team schaffte mit seinem Aufstiegstrainer zwar die sportliche Qualifikation für das nächste Spieljahr, wurde aber wegen des Abstiegs der ersten Mannschaft wieder in die Regionalliga Südost zurückgestuft. Tom Gailer, der beim SV Lohhof auch als Manager und Pressewart tätig war, betreute die zweite Frauenmannschaft auch während der Saison 2010/11 und erreichte mit den Unterschleißheimerinnen den dritten Platz in der Abschlusstabelle. Nach der Saison 2011/12 pausierte Gailer zwei Spielzeiten vom Traineramt. Ab Juli 2014 stand er als Trainer des SC Freising in der dritten Liga Ost wieder an der Seitenlinie.
Seit 2016 trainiert Gailer den Regionalligisten TSV Mühldorf.